# Oxirene

Das Oxiren, der einfachste Vertreter

Oxirene sind eine Klasse chemischer Verbindungen, die einen ungesättigten dreigliedrigen Cyclus mit einem Sauerstoffatom enthalten. Sie gehören zur Gruppe der Heterocyclen. Ihre Grundstruktur leitet sich formal vom  Cyclopropen ab, in dem eine Methylengruppe durch ein Sauerstoffatom ersetzt ist. Ihre gesättigten Analoga sind die Epoxide. Oxiren, der formal einfachste Vertreter der Oxirene ist in freier Form bislang noch nicht dargestellt worden.

## Herstellung
Oxirene können durch die Reaktion von Alkinen mit Peroxycarbonsäuren hergestellt werden. Diese Reaktion ist der Prileschajew-Reaktion zur Synthese von Epoxiden verwandt.

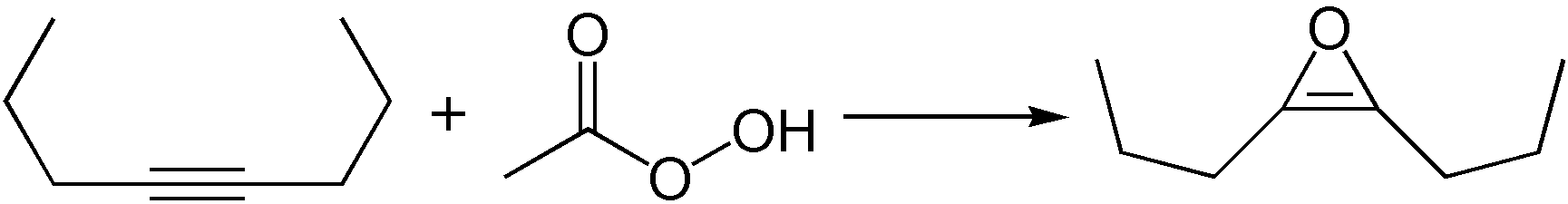
Synthese eines Oxiren-Derivats aus 4-Octin und Peroxyessigsäure

Eine weitere Synthese geht von Ketonen aus, die in α-Position Dibrommethylreste tragen. Durch eine Base wird  zunächst die Dibrommethylgruppe deprotoniert, diese dann nukleophil am Sauerstoffatom unter Bildung des Ringes angreift.

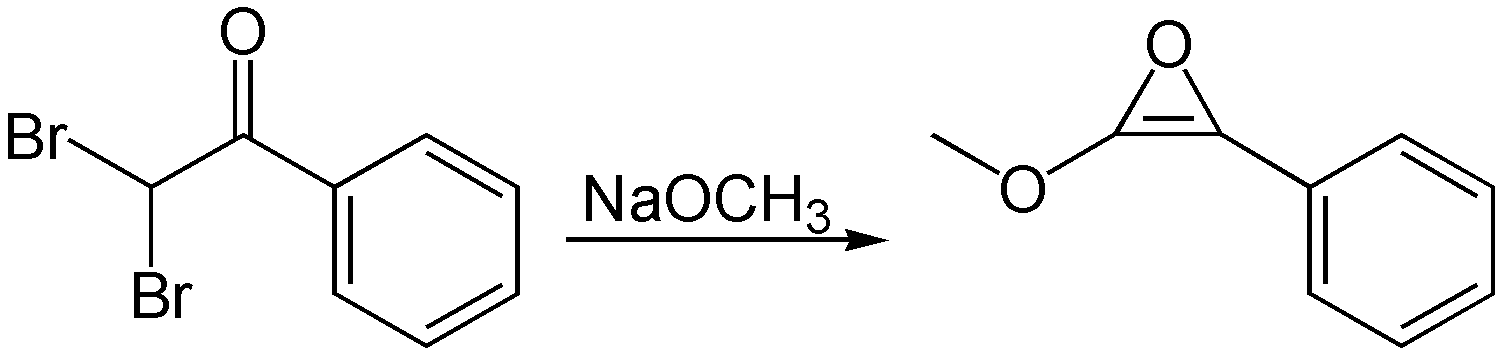
Synthese von Oxirenen aus dibrommethyl-substituierten Ketonen mit Natriummethanolat

## Eigenschaften
Oxirene weisen hohe Ringspannungen auf und reagieren daher mit Elektrophilen und Nukleophilen unter Ringöffnung. Für die Ringspannung ist hauptsächlich die Baeyer-Spannung verantwortlich.